# Istok
Istok je moško osebno ime.

## Izvor imena
Ime Istok je različica moškega osebnega imena Iztok.

## Pogostost imena
Po podatkih Statističnega urada Republike Slovenije je bilo na dan 31. decembra 2007 v Sloveniji število moških oseb z imenom Istok: 123.

## Osebni praznik
V koledarju je ime Istok zapisano skupaj z imenom Iztok.